# Yele
Yele ist eine Insel in der Provinz Southern in Sierra Leone. Sie gehört zu den Turtle Islands, und ist etwa 28,5 Kilometer vom sierra-leonischen Festland entfernt.
Die Insel ist etwa vier Kilometer lang, 2,9 Meter breit und bis zu vier Meter hoch.